# Estilo de vida gay
«Estilo de vida gay» o «estilo de vida homosexual» (en inglés: homosexual lifestyle, gay lifestyle o same-sex lifestyle) es una expresión o eslogan que parte de la base de que el estilo de vida de los homosexuales, se diferencia, en general, del de los heterosexuales. 
La expresión tiene un uso retórico no comprobado empíricamente del fenómeno, con base en algunos argumentos de generalización apresurada, según los cuales que toda persona LGBT tiene los mismos patrones de conducta.

## Uso del término
La expresión se emplea, en particular, por personas moralmente conservadoras. Utilizándose mucho más en los países de habla inglesa, principalmente en los EE. UU., que en los países de habla hispana. Desde los EE. UU. la expresión se ha extendido su uso a otros países. 
En español se emplea habitualmente «estilo de vida gay», aunque «estilo de vida homosexual» también está extendido. En los textos en los que aparece, se utilizan pocas veces los términos empleados por los mismos gays, lesbianas, bisexuales o trans. 
En inglés se emplea, además de la expresión «homosexual lifesyle», adaptable tanto para gais como para lesbianas, muy a menudo la expresión «gay lifestyle», ya que el significado original de gay, «alegre» o «divertido», forma, según los que lo usan peyorativamente, un contraste con el supuesto estilo de vida.
También en el movimiento exgay se emplea a menudo la expresión, siendo una de las pocas expresiones en las que se utiliza «gay» en vez de «homosexual». Muchas de las personas relacionadas con este movimiento usan la frase «when I was in The Lifestyle» (en español «cuando vivía el Estilo de Vida») en testimonios o conversaciones.
Fuera de estas dos áreas, la expresión tiene un uso esporádico en aquellos ámbitos que reflejan la diversidad de los estilos de vida e identidades de este grupo heterogéneo. Esto se plasma también en los nombres de departamentos y puestos de trabajo que se encargan de los «modos de vida homosexuales». O incluso cuando se describe un estilo de vida personal. Ya André Gide (1869-1951) notó, basándose en su propia experiencia, que diferentes tipos de homosexuales son incluidos en un solo cajón de sastre, a pesar de que algunos de esos grupos se aborrecen mutuamente. A pesar de ello, a menudo colaboran para alcanzar objetivos comunes. Asimismo, grupos de conservadores gay utilizan el término para diferenciarse de otros grupos de homosexuales en los aspectos éticos, morales y religiosos.

## Descripción homofóbica

### Contexto y personas con las que se emplea
Las personas conservadoras distinguen entre distintos caminos vitales, que estarían abiertos por igual a todas las personas. Como tendencia, las personas conservadoras aceptan y adoptan cambios con mayor dificultad que las liberales. Por una parte, ven el camino vital heterosexual predeterminado y descrito como óptimo, como aquel que debe ser vivido por todas las personas. Según este pensamiento conservador, las personas «eligen» (en inglés: «choose») el «estilo de vida homosexual» en cuanto, a través de su salida del armario, deciden vivir de forma abiertamente homosexual. Esto no implicaría necesariamente que la homosexualidad misma (habitualmente descrita como «tendencia homosexual») fuera voluntaria. Ya que el «estilo de vida homosexual», desde el punto de vista de muchas personas opuestas a la homosexualidad, estaría necesariamente ligado a un estilo de vida promiscuo, para evitar lo, los homosexuales deberían elegir un nuevo «estilo de vida» ligado a la heterosexualidad o la asexualidad. También habría que alejarse lo mejor posible de los sentimientos homosexuales, ya que la promiscuidad nacería de la imposibilidad del amor auténtico entre hombres o mujeres, de la búsqueda de una identidad como hombre o mujer y de la rebelión contra el mundo establecido. Así, si no se ha elegido activamente el «estilo de vida homosexual», uno no debería definirse como «homosexual». El término «homosexual» solo debería reservarse para una camino vital muy determinado, que a su vez es atacado de forma agresiva. Las mujeres homosexuales son mencionadas con mucha menor frecuencia en este contexto, aunque cuando lo son, se emplea un tono menos intenso.
Según este punto de vista conservador, los jóvenes se verían abocados a adoptar este estilo es vida por culpa de terapeutas o grupos de autoayuda homosexuales y heterosexuales (en EE. UU. Gay–straight alliances), en los que se trabaja contra la discriminación y el acoso. El anterior primer misnistro de Polonia Jarosław Kaczyński apoyó una propuesta de ley de su ministro de educación Maciej Giertych con las siguientes palabras:

He dicho en varias ocasiones: estoy a favor de la tolerancia. Pero presentar a los jóvenes en las escuelas el estilo de vida homosexual como una alternativa a una vida normal, eso es una exageración. Ese tipo de iniciativas en las escuelas deben acabar.
Kaczyński

Para el ministro de ética de Uganda, James Nsaba Buturo, los activistas LGBT intentan imponer al resto de la sociedad un estilo de vida extraño, impío, insano, antinatural e inmoral. En Uganda, la homosexualidad es punible. Cuando se intentó introducir una propuesta de ley para la enseñanza de la historia LGBT en las escuelas, al igual que ya se hace con diversos grupos étnicos, Karen England del Capitol Resource Institute exclamó indignada que «los activistas quieren imponer su estilo de vida a nuestros retoños ya en la guardería.» Representantes de la Iglesia en Trinidad protestaron contra un concierto de Elton John, ya que podría hacer el país susceptible a seguir su estilo de vida (que tras su outing y una cura de la drogadicción ha mejorado considerablemente su salud). El predicador norteamericano Jerry Falwell, hacía responsable de los atentados del 11 de septiembre de 2001 al «aborto, el feminismo y el estilo de vida gay» dos días después de los acontecimientos. El obispo anglicano de Carlisle Graham Dow vio en las inundaciones de 2007 un castigo divino causado porque «cualquier estilo de vida es visto como legítimo», sobre todo el reconocimiento de la unión civil para parejas homosexuales existente en el Reino Unido desde diciembre de 2005.

### Interpretación
La expresión es empleada en muchos documentos y relatos, pero no es definida con exactitud. Incluso en el manual de Love in Action, de 347 páginas, el mayor y más antiguo ministerio de la asociación exgay Exodus International, no se define la frase. La información sobre su significado se obtiene principalmente de su uso en relatos o en los estudios citados.
La expresión «estilo de vida homosexual» incluye un conglomerado de acusaciones prejuiciosas, tales como:
- faltas a la moral, al pudor y la decencia,
- una vida sexual excesivamente promiscua (con más de 100 amantes),
- prácticas sexuales de riesgo,
- adicción sexual,
- violaciones de grupo,
- poligamia (naturalmente aquella que no está aceptada legalmente),
- pedofilia, pederastia, seducción de menores para llevar este estilo de vida,
- confusión o "equivocación" de identidad de género,
- relaciones dependientes emocionalmente y abusivas,
- adicción a la nicotina, el alcohol y las drogas,
- enfermedades psíquicas (como la depresión) como origen o resultado de este estilo de vida,
- enfermedades de transmisión sexual,
- alteraciones del apetito,
- idolatría,
- falsa alegría,
- así como una esperanza de vida unos 30 años menor que la media.

Es lo que se atribuye en general al grupo de «los homosexuales» como un todo, representado de forma homogénea, aunque también se incluye a los bisexuales. Cuando un pastor o un dirigente exgay dice que quiere proteger a alguien de la homosexualidad, se refiere a todo lo anterior. Además, prácticamente todos los homosexuales habrían tenido experiencias de abuso en la infancia, no formarían parejas estables e incluso en los casos en los que esto ocurre, los homosexuales no serían capaces de amar de forma tan profunda como los heterosexuales.
Los grupos críticos con la homosexualidad niegan o tratan de refutar las influencias externas que conducen a las personas homosexuales a la depresión o al suicidio, achacando las consecuencias exclusivamente a la elección del estilo de vida, puesto que, desde su punto de vista, no existe un homosexual feliz o sano. De este punto de vista nace la acusación a los homosexuales de que para ellos el sexo es más lo importante y que solo viven para su sexualidad, a pesar de que habitualmente la sexualidad y concretamente el sexo tienen un espacio más bien modesto en la vida diaria de una persona homosexual.
El psicólogo y pastor de la Southern Baptist Convention, George Alan Rekers, describe las consecuencias de la siguiente manera:

El estilo de vida homosexual está relacionado con grandes desventajas sociales y personales en forma de disfunciones emocionales en la adolescencia, abuso de drogas, enfermedades de transmisión sexual, problemas en la escuela, un gran peligro de suicidio y una esperanza de vida más corta, por otras causas no especificadas.
George Alan Rekers, op. cit. kreuz.net, 2007

También está en contra de la educación de niños en un hogar en el que vivan homosexuales adultos, debido al estrés causado por:

[... habitantes] que sufren de problemas psíquicos, abusan de sustancias; estrés por vivir con individuos enfermos de HIV o con enfermedades sexuales; estrés por estar expuestos a pornografía gay, juguetes sexuales o una actividad sexual inadecuada, lo que puede incluir a huéspedes que vienen a casa; estrés por abuso real o potencial de individuos de orientación homosexual que actúan como 'padres' o huéspedes; y más.
George Alan Rekers, resumido por NARTH, 2006

En consecuencia, aboga por terminar las relaciones de adopción o cuidado a largo plazo y entregar a los niños o jóvenes a otras familias, incluso teniendo en cuenta que es sabido que este tipo de experiencias son traumáticas para los menores.
El obispo auxiliar y vicario episcopal para el cuidado de las almas de matrimonio y familia de Salzburgo, Andreas Laun, emplea a veces la expresión «estilo de vida homosexual», algo poco habitual en su ámbito, y ve sobre todo la penuria en ello, considerando sus declaraciones sobre este estilo de vida «sólo como una advertencia» para que los afectados lo abandonen y para que el Gobierno reflexione sobre los supuesto costes y problemas de salud causados, además de crear una serie de castigos para personas hetero y homosexuales. Como única alternativa muestra la castidad, solución pregonada por la Iglesia católica.
Personas desgraciadas describen el «estilo de vida homosexual» como vacío, solitario, depresivo, molesto, emocionalmente insatisfactorio y falto de relaciones de calidad, además de que las relaciones sexuales homosexuales les sirven de antidepresivo. También es descrito como «estilo de vida autodestructivo, que puede matarte», sobre todo como disuasión frente a jóvenes, ya que la elección del «estilo de vida homosexual» sería una de las peores decisiones que podría tomar.

Entonces viví el estilo de vida gay: con éxito, siempre de viaje, mucho dinero, una preciosa casa en la costa, hombres. Tenía todo, y me sentía como una mierda. Y era adicto al sexo. Dos, tres veces al día, constantemente necesitaba autoconfirmación. Estaba como poseso. Si no hubiese venido a la comunidad de la Iglesia, me habría suicidado en lagún momento.
Frank Worthen del  New Hope Ministry en San Rafael (California), op. cit. SZ, 1999

Según la opinión de Mark A. Yarhouse de la universidad evangélica Regent University en Virginia, quien se someta a una terapia afirmativa gay en lugar de una terapia de reorientación sexual, debe ser consciente de los supuestos peligros de un «estilo de vida gay», como: aumento de síntomas depresivos, empleo de drogas y alcohol, pensamientos suicidas y el empleo de prácticas sexuales que aumentan el riesgo de daños físicos y enfermedades.
El Southern Poverty Law Center describe el uso del lenguaje del movimiento exgay de la siguiente forma:

La palabra «gay» aparece casi exclusivamente en la frase «estilo de vida gay», que es vista básicamente como la descripción de una mezcla hedonística de aventuras sexuales de una noche y enfermedades de transmisión sexual, que conducen a una muerte pronta o al abandono, culminado con la desaparición de la belleza juvenil. El movimiento ex gay casi no tiene expresiones para describir el mundo real, en el que gays y lesbianas son elegidos a cargos políticos, aparecen en programas de la televisión y forman familias.
Casey Sanchez en Straight Like Me, 2007

Joe intentó entre 2000 y 2005 cambiar sin éxito su orientación sexual en Exodus. No había tenido anteriormente experiencias sexuales; lo intentó a causa de su conflicto religioso y de un profundo miedo.

Tenía tanto miedo de 'ser gay'. Tenía tantos miedos relacionados con el 'estilo de vida gay' tal como era descrito por los dirigentes del movimiento ex gay: promiscuidad, soledad, adicción, enfermedad, muerte. Temía el rechazo de Dios, de la familia y de los amigos. ¡Quien elegiría de forma totalmente consciente una vida así! Ahora me doy cuenta de que no estaba en mi juicio. Fui engañado.
Joe ‚Moderate‘, 2008

Desde el punto de vista de los cristianos conservadores, alguien que «practica el estilo de vida homosexual», no alcanzará el Reino de Dios.
Desde el punto de vista de la Conferencia Episcopal de Austria, se debe comunicar la verdad. El mensaje no debe llevar a la aceptación o afirmación del «desordenado estilo de vida homosexual», ya que no ayudaría a los afectados.
Desde el colectivo homosexual, se responde a estas acusaciones mediante la ironía y la caricaturización. Así, por ejemplo, Ralf König afirmaba en 1988: «Shock: ¡homosexuales realizan sodomía sangrienta con 1000 amantes al año!».

### Informes problemáticos
Desde el punto de vista de las personas antihomosexuales, todos los gais serían muy promiscuos («el 75% de los hombres homosexuales han tenido más de 100 amantes en su vida»; «el homosexual masculino promedio en América ha tenido más de 500 amantes») e incapaces de relaciones a largo plazo o monógamas. Algunos creen que la homosexualidad masculina es siempre promiscua, en gran medida marcada por el sexo indiscriminado y hombres sexualmente sádicos.
Esto se fundamente a menudo con una interpretación incorrecta de un estudio (llamado Dutch Study o Estudio de Ámsterdam) del año 2003 realizado por Maria Xiridou et al. en una clínica para enfermedades sexuales en Ámsterdam. Lo que resulta extraordinario son las cifras extremas que deberían demostrar que las relaciones gays duran en promedio 1,5 años y que durante ese tiempo además existen contactos sexuales con otros 12 hombres. Esta interpretación fue popularizada por la agencia de noticias IDEA. La afirmación es un producto secundario del estudio, en el que se empleó material existente de una cohorte, en la que se excluyeron de forma explícita a personas monógamas y se incluyó a muchas personas con HIV para reconocer más rápidamente tendencias. Se intentaba investigar con métodos matemáticos si se debía extender la prevención del sida también a estos grupos de riesgo extremo.
Otro de los estudios citados a menudo es del año 1978 (antes de la aparición del sida), de Bell y Weinberg, se refiere a una selección no representativa de hombres ligeramente bisexuales hasta completamente homosexuales, tomados sobre todo en bares, clubes nocturnos, saunas gays, clubs de sexo y áreas de ligue en San Francisco, por entonces llamada «la ciudad del amor». Los datos son de los años 1969 a 1970, en los que el Flower Power estaba en alza y en los que también muchos heterosexuales vivían de forma promiscua, para los que el estudio no incluye números comparativos. Las debilidades del estudio fueron reconocidos por los autores. El estudio demostraría que para el 75% de los hombres homosexuales (blancos) más de la mitad de los amantes serían hombres desconocidos, es decir, que tuvieron sexo solo una vez con más de la mitad de sus amantes. Además, un 74%, 75% o bien 70% de los hombres blancos gais afirmaron que habían tenido más de 100 amantes distintos en su vida hasta el momento, un 15% habían tenido de 200 a 249 amantes, un 17% había tenido 250 a 499 amantes, un 15% de 500 a 999 y finalmente un 28% calculaban más de 1000 amantes.
Otro estudio empleado a menudo en este contexto es el de Marcel T. Saghir y Eli Robins de 1973. Afirma que solo el 15% de los homosexuales y el 17,3% de las lesbianas han tenido una relación de más de tres años. Los participantes eran un grupo de 89 hombres y 57 mujeres de San Francisco y Chicago, que ya por entonces se consideraba no representativo, punto de vista que se ha confirmado con el tiempo.
También un estudio de Paul Van de Ven et al. con el título de A comparative demographic and sexual profile of older homosexually active men(«Un perfil demográfico y sexual de hombres mayores homosexualmente activos») se menciona a menudo para caracterizar la «homosexualidad del hombre mayor» en una supuesta selección de 2.583 individuos con una media de 251, en su mayoría 101 a 500 amantes en su vida. Además, 10,2% y 15,7% respectivamente habrían tenido entre 501 y 1000, y más de 1000 amantes. Debido a que son hombres mayores, el estudio mostraría el futuro de todos los homosexuales. Además se citan las siguientes cifras: solo un 2,7% tuvieron un único amante, solo el 14,7% de los hombres entre 40 y 49 años, y un 21,6% de los mayores de 50, serían monógamos, un 50,3% de los mayores de 40 años tendrían sexo esporádicamente y el 62% de los hombres por encima de los 50 años estuvieron casados en algún momento. Las diferentes datos indviduales aparecen en diversas constelaciones. Concretando:
- Como base para este estudio sobre las diferencias entre los hombres de más y de menos de 50 años se emplearon datos de un estudio de Kipax et al., realizado en 1992 y publicado en 1994, sobre el comportamiento de riesgo sexual.[61] Los participantes fueron 2.583 hombres voluntarios con identidades homo, bi y heterosexuales, que habían tenido contacto sexual con un hombre en los últimos cinco años y que fueron entrevistados telefónicamente. 2.580 fichas fueron empleadas en el nuevo estudio de Paul Van de Ven et al., ya que contenían información sobre la edad. Solo 256 encuestados eran mayores de 50 años y es grupo más pequeño de los grupos por edad, de entre 500 a 700 individuos.
- El 60,9% de este grupo se identificaban como homosexuales, el 28,5% como bisexuales. El 3,9% de los mayores se identificaban como heterosexuales. El 6,7% restante se identificaban como gays –lo que al contrario que el grupo de mayor edad, emplearon sobre todo aquellos menores de 30 años–, straight (= heterosexual), camp, queer, otro o «no sabe/no contesta».
- En el grupo de hombres homosexuales de más edad, el entorno era ignorante de su condición en un mayor grado, al contrario que en grupos más jóvenes. Un 62,9% de los mayores habían estado casados en algún momento y un 56,4% tenían hijos, en ambos casos un porcentaje mayor que los grupos más jóvenes.
- Los encuestados de mayor edad habían tenido más amantes masculinos en su vida que los más jóvenes, como era de esperar, sin embargo no se dan datos comparativos exactos. El 2,7% tuvieron una sola pareja sexual, el 21,6% habrían tenido entre 101 y 500 amantes masculinos; entre el 10,2% y el 15,7% habrían tenido entre 2 y 10, 11 y 20, 21 y 50, 501 y 1000, o más de 1000 amantes. No se da un valor medio y no se puede calcular con exactitud de los datos aportados. Así, el grupo que tuvo entre 101 y 500 amantes masculinos es el mayor, pero la mayoría de los participantes estaban por debajo.
- Un 16,4% del grupo de mayores de 50 afirmaron no haber tenido sexo con una mujer durante su vida, un 19,5% dijeron haber tenido sexo con una única mujer y un 37,9% dijeron haber tenido 2 a 10 amantes femeninas. En los últimos 6 meses, un 28,5% de los hombres de más edad afirmaron haber tenido sexo con una mujer, a comparar con un 29,0% de los hombres en conjunto de todos los grupos por edad.
- De los hombres mayores, el 52,7% vivían solos, un 19,9% con una pareja sexual femenina y un 13,7% con una pareja sexual masculina. Pocos de los homosexuales mayores vivían con un amigo platónico, independientemente del sexo, o con un miembro de la familia.
- El 48,6% de los mayores solo tenían sexo de forma esporádica. Los encuestados mayores vivían –al igual que el grupo de hombres por debajo de los 25– con mayor frecuencia en relaciones monógamas, en comparación con otros grupos, y ambos grupos de edad tenían un menor número de relaciones regulares y esporádicas a la vez.
- Los encuestados fueron reclutados en general de la siguiente forma: «Parte de la comunidad gay (radio, centros comunales, gimnasios, tiendas, publicaciones); lugares en los que se iniciaban contactos sexuales (en edificios o al aire libre) y menos en el ambiente [sexual comercial gay] (organised gay communities = burdeles gais, sex shops gais, beats, saunas gais); centros de salud frecuentados por hombres gais; y a través de comerciantes de pornografía.» Se hizo propaganda, entre otros medios, con un «cierto cosquilleo sexual».
- La mayoría de los hombres mayores conocieron el estudio a través de periódicos generalistas (11,4%) y catálogos de vídeos por correo u otros (36,2%). Fueron el grupo que en menor medida fue informado de la existencia del estudio a través de la prensa gay (11,8%) o postales/tarjetas informativas (1,2%).
- No se cubrieron todos los aspectos de la vida de los hombres que tienen sexo con hombres. En el estudio mismo se aclara al principio que conocen la diversidad de los diversos grupos homosexuales y que no existe una comunidad única gay. Los datos dejan abierta la posibilidad de la existencia de hombres homosexuales sexualmente activos y que viven relativamente aislados. Al final del estudio se previene contra la generalización. Si el estudio es representativo no puede ser determinado, ya que faltan datos conclusivos sobre lo que se puede considerar representativo en cuanto a la homosexualidad dentro de la población general.
- Las quintas mayores vivieron en cualquier caso más adaptados a la ideología heterosexista reinante que las generaciones tras los disturbios de Stonewall. Esto se refleja en un menor conocimiento de la orientación sexual en su entorno, posibles matrimonios o vida en familia heterosexual. Relativamente pocos vivían en barrios gais y por encima de la media vivían en el campo, más que los jóvenes. El 62,9% de los encuestados mayores están ligados a la comunidad LGBT, muchos menos que los más jóvenes, y un 37,1% no estarían relacionados con la comunidad.

Los estudios de Paul Cameron, que rechaza explícitamente a los homosexuales en cualquier ámbito, también han sido empleados a menudo, aunque deben usarse con cuidado. En uno se intenta demostrar que los hombres homosexuales viven en promedio décadas menos que la media. Tras un estudio que se basaba exclusivamente en el análisis de artículos periodísticos y que fue fuertemente criticado por ello, el hombre gay moriría 35,2 años antes, sin tener en cuenta el sida, en accidentes de tráfico, asesinatos o ataques al corazón. Como consecuencia de las fuertes críticas de sus estudios, sobre todo por los exexgays, el número de citas disminuyó a partir de 2007 y algunas organizaciones han reducido o eliminado las referencias.
En algunos informes se indica que entre los jóvenes sin techo el grupo LGBT tiene una mayor frecuencia de abuso de drogas, depresión o intentos de suicidio, al igual que en el resto de la población. Sin embargo, casi ninguna de las páginas que atacan el «estilo de vida homosexual» muestran que, entre los jóvenes sin techo, la proporción de aquellos que se identifican como gay, lesbiana o bisexual es mayor que en la población general. Los datos oscilan entre el 20 y el 40%. Estos datos se pueden atribuir directamente a la falta de aceptación. Un estudio de 1998 de Pohan y Bailey para el FBI habla de un 30 a un 40%, y que hasta un 26% de aquellos que salieron del armario en casa voluntariamente o por casualidad, fueron expulsados de casa por los padres debido a conflictos con los valores morales y religiosos. Muchos tenían malos tratos detrás de si, para algunas chicas había planeada una violación. Algunos de ellos no se atrevían a visitar los asilos habituales para sin techo juveniles, ya que allí les espera a menudo violencia física, también bajo la supervisión de los vigilantes.
Debido a que no se pueden encuestar a los fallecidos, se pregunta a aquellos que han pensado, planeado o sobrevivido un suicidio. Los jóvenes, al igual que el colectivo LGBT, tienen una tasa de suicidios mayor que la media. Jóvenes LGBT tienen una tasa de suicidios relativamente alta, es lo que se obtiene de todos los estudios, independientemente de como se defina un intento de suicidio. Algunos concluyen en base al hecho de que la juventud LGBT a menudo no se comporta de la manera esperada en cuando a los roles de género, que la principal causa de los intentos de suicidio está en los desórdenes de identidad sexual (Gender-Identity Disorder), que debería ser tratada de forma masiva. Tratamientos existen aparentemente desde la infancia. Además ven un encadenamiento causal entre abuso sexual de niños, homosexualidad y suicidio. Todo esto está relatado desde el punto de vista de sus pacientes. El fin de otros niños que durante un tiempo más o menos largo se comportan de forma no conforme a su rol social, se hacen heterosexuales y no intentan suicidarse no se contempla. Un estudio muestra que jóvenes heterosexuales que son acosados con insultos homófobos en la escuela o de camino a ella tienen una tasa intentos de suicidios similar a la de los jóvenes LGBT (20%) al contrario que otros jóvenes heterosexuales (6%) que no sufren esa discriminación. Un estudio austriaco mostraba como factores de riesgo:
1. un bajo apoyo social, sobre todo de los padres (30% de los padres y 20% de las madres tenían una actitud negativa o muy negativa frente a la homosexualidad de su hijo en el momento de realizar al encuesta), también la reacción poco después de salir del armario;
2. la actitud personal frente a la propia homosexualidad;
3. la desesperanza;
4. poca autoestima;
5. frecuentes intentos de suicidio entre los conocidos.[71]

En referencia a la relación del abuso sexual infantil y la homosexualidad, para fundamentar el peligro potencial para los niños –sobre todo dentro del debate sobre la adopción por parejas homosexuales o la ordenación de curas homosexuales–, se cita a menudo el trabajo de Timothy J. Dailey, doctor en religión y Senior Fellow del Center for Marriage and Family Studies del Family Research Council. Dailey argumenta que los hombres homosexuales son solo un 1 a 3% de la población total, a diferencia del 10% del estudio de Kinsey, que la mayoría de los ataques sexuales son realizados por hombres y que hasta un tercio de los abusos afectan a niños. Los homosexuales estarían por lo tanto por encima de la media en cuanto a abusos sexuales de niños, representando un gran peligro. Existen algunas críticas al trabajo, siendo una de las más evidentes la falta de método científico. Por ejemplo, se mezclan dos definiciones de homosexualidad completamente distintas. Por una parte, dentro de ese 3% se incluyen solo hombres que consideran su orientación sexual como homosexual de forma permanente y principal y que en una encuesta así lo afirman. De forma temporal o esporádica, las relaciones homosexuales son mucho más frecuentes. En las estadísticas de abusos, sin embargo, se cuenta como homosexual a aquellos hombres que han abusado una única vez de un niño, independientemente de como respondieran sobre su identidad en un cuestionario. El tercio mencionado está en el límite superior de la estimación, mientras que las cifras sobre la orientación sexual están más bien en el límite inferior. También se mezclan la preferencia por parejas sexuales jóvenes, pero sexualmente maduras, la efebofilia, y los pedófilos en un mismo grupo, teniendo en cuenta que las edades de consentimiento son distintas para relaciones homo y heterosexuales en muchos estados. Además, para confirmar las afirmaciones se cita a varios autores que en sus propios trabajos llegan a la conclusión contraria. Como A. Nicholas Groth que ha analizado a 3000 agresores y que dice que aquellos que se sienten atraídos a adultos y niños son en su mayoría heterosexuales. Kurt Freund llega a la conclusión de que son las características infantiles lo que resulta atractivo y que el sexo es un elemento secundario para muchos. Gene G. Abel, que inicialmente fue indicado como fuente, llegó a la conclusión de que casi el 80% de los hombres que habían abusado de un niño eran heterosexuales o bisexuales, y que la mayoría de los hombres estaban casados y tenían hijos propios. Groth exigió, tras la edición de la primera versión en 2002, que Dailey eliminara las referencias a su estudio por mal uso. Dailey cumplió, pero los trabajos de Groth estaban referenciados de forma indirecta por lo menos hasta 2005. En un estudio realizado en un ambulatorio, el resultado fue que la mayoría de los autores del delito eran parejas de familia cercana y que el número de aquellos que podían considerarse gais o lesbianas estaba dentro porcentaje de prevalencia en la población.
Algunas páginas web señalan que el fisting, la coprofilia, la urolagnia, el anilingus, los vibradores, los consoladores y los consoladores dobles son instrumentos y prácticas sexuales habituales o incluso las más frecuentes entre los homosexuales. El estudio mencionado más arriba de Paul Van de Ven et al. incluye una estadística diferenciada por prácticas sexuales y muestra los siguientes datos aproximados, separados por grupos de edad para aquellos que hubieran estado sexualmente activos en los últimos seis meses: caricias: 98–99 %, beso con lengua: 82–97 %, beso sin lengua: 84–97 %, masturbación mutua: 90–96 %, contacto oral genital: 77–90 %, penetración anal con el dedo: 53–76 %, sexo anal: 51–61 %, anilingus: 32–62 % y fisting: 4–10 %.

## Medios de comunicación, propaganda y sociedad
Chismes y rumores influyen la opinión más que la verdad, incluso cuando los rumores son desmentidos por pruebas contundentes. Anteriormente la imagen de los homosexuales era la de criminales y personas escandalosas. Incluso cuando era la víctima, a menudo su imagen en los medios de comunicación era convertida en lo contrario.
Lentamente, en la década de 1980, los medios de comunicación y el comercio fueron «apropiándose» del colectivo LGBT, centrándose en temas como la música, la moda y el cine, además de otros relacionados con el estilo de vida y el tiempo libre. Los gais y lesbianas también fueron descubiertos como consumidores, lo que llevó a grandes firmas a tratar de ganar específicamente a esos consumidores a través de la publicidad o la financiación de medios de comunicación y eventos específicos del colectivo. Casi cualquier relación con la dimensión política de la homosexualidad es ignorada y queda reducida al ámbito privado, lo que permite al mercado jugar con una no conformidad a la moda sin ir demasiado allá. En esta presentación mediática desaparece la heterogeneidad social y económica existente en la vida real, vendiéndose como el «estilo de vida gay lésbico». Dependiendo de las posibilidades de acceso al mercado (regulado según sexo, clase y etnia), aquellas personas no heterosexuales obtienen un «derecho» a un «estilo de vida homosexual» dentro de determinados nichos (de tiempo libre). Otras áreas y realidades vitales, que contradicen la imagen de personas bellas y alegres, quedan ocultas. El sistema comercial mismo presiona sobre la estructura heterosexual del deseo, sin que ello implique obligatoriamente una legitimación social y política de las formas de vida de lesbianas y gais, por no hablar de aquellas identidades que se niegan a ser definidas sexualmente.
A veces, esta actitud apolítica y el excesivo acento en el «estilo» se muestra en el rechazo del término «homosexual» y la preferencia por el uso de «gay». La teoría queer denuncia la obligación de tener una identidad sexual y de género definida, se quiere desligar de la política de la identidad, lo que no está realmente previsto en una sociedad capitalista y es discutido sobre todo entre los grupos de la extrema izquierda. Queer se emplea como término colectivo para muchas cosas que están supuestamente de moda y a menudo simplemente como sustituto para «gais y lesbianas». Los homosexuales que no corresponden a una imagen determinada a menudo no son percibidos como tales o incluso se les niega la orientación homosexual.
El primer estudio relativamente representativo sobre consumidores gais del 2001 encontró cinco posibles tipos de consumidores. Cada grupo tenía un tamaño de entre 15 y 23%. Pocos parámetros tienen las mismas tendencias en todos los grupos. Incluso los cinco tipos no son más que un método auxiliar simplificado para la industria de la publicidad y sirven de ayuda para las campañas. Un estilo de vida gay no existe, sino varios, siendo rigorista, cada uno tiene el suyo propio, aunque algunos sean similares al compartir valores. Solo un 40% del total pertenecen al grupo que resulta interesante para la política estratégica de marcas. Esto influye naturalmente los grupos que son objetivo y que aparecen en la publicidad. Sobre lesbianas no se ha estudiado prácticamente nada.

## Expresión complementaria
La expresión complementaria, el «estilo de vida heterosexual» (en inglés: heterosexual lifestyle o straight lifestyle), no está definido y es mencionado rara vez por aquellos que emplean la expresión «estilo de vida homosexual». Cuando el término es empleado de forma seria, habitualmente se refiere al caso particular de un estilo de vida cristiano conservador con un matrimonio heterosexual de por vida al que se ha llegado virgen o, en otro caso, a la abstinencia. También pensamientos impuros son pecado. Otro tipo de comportamiento es ignorado. 
Sin embargo, la expresión se emplea habitualmente en parodias o discusiones. Si se empleasen para la descripción del «estilo de vida heterosexual» las mismas técnicas manipulativas, se conseguiría para este también una imagen deformada y aterradora.
De la crítica de que el «estilo de vida homosexual» debe convertirse en un «estilo de vida normal», se obtiene esta nueva expresión complementaria, pero que no es ampliada ni explicada. Jarosław Kaczyński empleó como expresión complementaria «vida normal».

## Diversidad
Tanto para heterosexuales como para no heterosexuales, el estilo de vida es algo personal e individual, y el «estilo de vida» es sobre todo un término del marketing. El estilo de vida no es una cuestión de la orientación sexual. En realidad los caminos vitales de personas homo y bisexuales son tan variados como los de las personas heterosexuales. Algunos prefieren parejas de por vida y algunos permanecen solteros. Aficiones, trabajos y actividades varían al igual que en las personas heterosexuales. Según las posibilidades, se tiene un estilo de vida personal. Normalmente no se tiene un «estilo de vida homosexual» todo el día, sino que se es simplemente homo o bisexual y se tienen valores propios que dan orientación. Aunque muchos gais, lesbianas y bisexuales consideran la religión como algo repugnante por las condenas que conlleva y no suelen ser religiosos, existen una minoría que llevan vidas basadas en la fe, aunque a veces o son considerados «auténticos creyentes». En la comunidad LGBT existen parejas permanentes, basadas en el amor, que se basan en la entrega y el compromiso.
Los estudios recogen habitualmente solo hombres y mujeres homo y bisexuales que se mueven en la subcultura o incluso solo en un área de ella. Aquellos que no se mueven en el ambiente están habitualmente infrarrepresentados. Esto es válido para parejas monógamas que viven juntas desde hace muchos años, sobre todo para los estudios más viejos, en los que se reducía el ambiente al mínimo, ya que las parejas se dejan ver mucho menos en bares y discotecas o se retiran completamente, viviendo en su círculo de amigos, al igual que las parejas heterosexuales. Sin embargo, existe una tendencia que está clara: las infidelidades son más frecuentes que en relaciones heterosexuales y se habla de ello de forma abierta.

La razón es que hombres y mujeres homosexuales no están ligados al código de normas que dice que hay que vivir vidas monógamas y ser fiel, y que si se es infiel, no se habla de ello. En el ambiente LGBT se habla de ello y en la pareja también se habla de ello. En el fondo se siguen todos los consejos de la terapia de parejas: hablad sobre vuestros deseos.
Rüdiger Lautmann, entrevista en Der Standard el 30 de mayo de 2005

Así, algunas parejas heterosexuales se mantienen unidas durante crisis graves solo porque los padres sienten que están obligados por los hijos. En la mayoría de las relaciones homosexuales falta ese nexo de unión complementario. «Falta un tal motivo [...] en caso de conflicto se llega naturalmente a la separación mucha más rápidamente.» Naturalmente, lo mismo es válido para parejas heterosexuales sin hijos. El primer estudio que trataba las parejas homosexuales se publicó en 2003, a pesar de que estudios para parejas heterosexuales se lleven haciendo desde hace muchos años.
En las relaciones homosexuales también se encuentran los roles tradicionales, ya que gais y lesbianas son socializados de forma heterosexual, y muchos otros. El matrimonio no se considera necesariamente un objetivo vital como en el mundo heterosexual, sino que es más bien un símbolo. La promiscuidad, que existe realmente, pero que es difícilmente cuantificable, también es tema de conversación dentro del ambiente y el movimiento LGBT, y es criticado una y otra vez, al igual que comportamientos individuales, sin negar el bagaje social e histórico. Pero nunca se saca como conclusión la condena de la homosexualidad como tal, sino el cambiar individualmente.